# Piaskowiec godulski

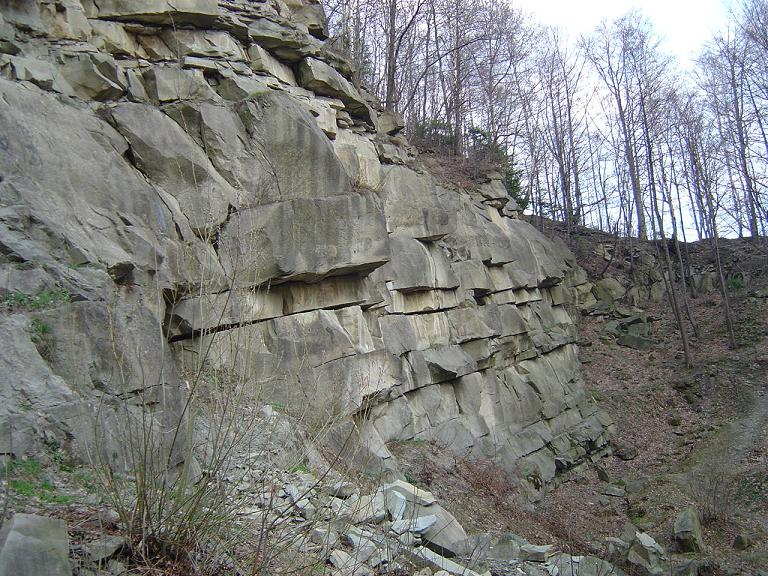
Piaskowiec godulski w miejscu występowania (Godula)

Piaskowiec godulski – rodzaj okruchowej skały osadowej, piaskowca (waki arkozowej), stanowiącego główny składnik warstw godulskich płaszczowiny śląskiej, budującej znaczącą część Beskidów Zachodnich. Piaskowce warstw godulskich w polskich Beskidach budują m.in. blok Beskidu Małego i znaczną część Beskidu Śląskiego, zaś na zachód od Olzy, po stronie czeskiej – północny skraj Beskidu Morawsko-Śląskiego. Od położonego tam szczytu Godula, gdzie zostały w XIX w. po raz pierwszy opisane, wzięły swoją nazwę. Piaskowce te pochodzą z kredy (alb i cenoman).
Wyróżnia się trzy poziomy warstw godulskich, w których występują przedmiotowe piaskowce: dolny, środkowy i górny. Z nich w Polsce eksploatowane są poziomy środkowy i dolny.
W Polsce piaskowiec godulski wydobywany jest aktualnie w kilku lokalizacjach w Brennej i w jej pobliżu, w gminie Brenna, w powiecie cieszyńskim, w województwie śląskim.

## Skład mineralogiczny
Głównym minerałem budującym piaskowiec godulski jest kwarc. Ponadto występują ortoklaz, plagioklaz, muskowit, biotyt, kalcyt i okruchy skalne oraz sporadycznie glaukonit odpowiadający za specyficzne zielonkawe zabarwienie. Spoiwo ilasto-krzemionkowo-wapniste, ilasto-krzemionkowe, wapniste oraz wapnisto-ilaste.

## Cechy fizyczne
Piaskowiec godulski posiada strukturę drobno- i średnioziarnistą. Barwa szaroniebieska lub zielonkawa, zwietrzały jest szarozielony. Nosi również zwyczajowe nazwy piaskowiec Brenna oraz piaskowiec breński, które są stosowane w nomenklaturze handlowej. Część piaskowców breńskich można polerować.
Parametry fizyczne złoża Tokarzówka:
- Gęstość 2,67 g/cm³
- Gęstość objętościowa 2,44 g/cm³
- Porowatość 8,5%
- Nasiąkliwość 2,9%
- Wytrzymałość na ściskanie 110,5 MPa
- Wytrzymałość na zginanie 9,4 MPa
- Ścieralność na tarczy Boehmego 0,61 cm
- Mrozoodporność całkowita

Parametry fizyczne złoża Głębiec:
- Gęstość 2,65 g/cm³
- Gęstość objętościowa 2,47 g/cm³
- Porowatość 7,1%
- Nasiąkliwość 2,8%
- Wytrzymałość na ściskanie 85 MPa
- Ścieralność na tarczy Boehmego 0,41 cm
- Mrozoodporność całkowita

## Historia
Początek eksploatacji sięga co najmniej czasów dwudziestolecia międzywojennego. Wydobywany był w 20 kamieniołomach, z których dziś czynnych jest 6.

## Zastosowanie
Piaskowiec godulski stosuje się w budownictwie oraz w drogownictwie.

### Przykłady zastosowania
Wybrane obiekty, w których wykorzystany był piaskowiec Brenna:
- Brenna:
  - kościół św. Jana Chrzciciela
  - kościół św. Jana Nepomucena
  - kościół Apostoła Bartłomieja
- Chorzów - Stadion Śląski
- Katowice:
  - Komenda Wojewódzka Policji
  - Śląski Instytut Naukowy
- Kraków:
  - obudowa wjazdu do tunelu pod rondem Grunwaldzkim
  - Uniwersytet Rolniczy - cokół budynku głównego
  - Akademia Górniczo-Hutnicza - budynek B5
  - Instytut Mechaniki Górotworu PAN
  - Muzeum Sztuki i Techniki Japońskiej „Manggha”
- Łódź - Instytut „Centrum Zdrowia Matki Polki”
- Warszawa:
  - Trasa Łazienkowska
  - Trasa Toruńska
  - gmach Telewizji Polskiej
  - dworzec Warszawa Centralna
  - Złote Tarasy
- Wrocław - Biblioteka Uniwersytecka
- Paryż - Mediateka